# Klara Milch
Klara Milch (Esmirna, Imperi Otomà, 24 de maig de 1891 – Multan, Panjab, Pakistan, 13 de juliol de 1970) va ser una nedadora austríaca jueva que va prendre part en els Jocs Olímpics de 1912.
Als Jocs Olímpics d'Estocolm disputà dues proves del programa de natació. En la prova dels 100 metres lliures quedà eliminada en sèries, mentre que en la prova dels relleus 4x100 metres lliures guanyà la medalla de bronze, amb la qual cosa es convertia en la primera dona austríaca a guanyar una medalla olímpica, conjuntament amb les seves companyes d'equip Margarete Adler, Josephine Sticker i Berta Zahourek.